# Sigismundo Francisco, Arquiduque da Áustria
Sigismundo Francisco de Habsburgo, (em alemão:  Sigismund Franz von Habsburg), (Innsbruck, 27 de novembro de 1630 – Innsbruck, 25 de junho de 1665) foi um arquiduque da Áustria que governou a Áustria Anterior e o Condado do Tirol de 1662 a 1665.

## Biografia
Sigismundo Francisco era o segundo filho de  Leopoldo V da Áustria e de Cláudia de Médici. Foi nomeado Bispo de Augsburgo em 1646, Bispo de Gurk em 1653 e Bispo de Trento em 1659. Ele nunca foi ordenado como padre nem consagrado como bispo.
Em 1662, o seu primo Leopoldo I, Sacro Imperador Romano-Germânico apresentou-o como candidato a Arcebispo de Estrasburgo. Trata-se de uma situação interessante não só pela importância da Arquidiocese mas também pelos enormes incentivos financeiros associados àquela Catedral.
Após a morte de seu irmão mais velho, o Arquiduque Fernando Carlos, em 1662, Sigismundo Francisco herdou a Áustria Anterior e o Tirol, pelo que desistiu da candidatura ao Arcebispado. Pelas suas características e qualidades ele teria sido um hábil governante caso a sua morte não tivesse ocorrido tão cedo.
A sua morte inesperada, em 1665, significou a extinção da linha colateral junior dos Habsburgo, conhecida como os Linha do Tirol. O imperador Leopoldo I, que era o herdeiro masculino com direito à sucessão de Sigismundo Francisco, tomou o controlo direto da Áustria Anterior e do Condado do Tirol.
Sigismundo Francisco casou com Edviges do Palatinado-Sulzbach em 3 de junho de 1665 e morreu em Innsbruck doze dias depois.